# أكرم عاصم
أكرم عاصم (و. 1965  م) هو مؤرخ العصر الحديث، ومؤرخ، ومؤلف، وكاتب من أفغانستان، ولد في كابل.